# Turul Flandrei
Turul Flandrei (în neerlandeză: Ronde van Vlaanderen) este o cursă de ciclism de o zi care se desfășoară anual în Flandra, Belgia.
Una dintre cele mai faimoase curse clasice , este inclusă în așa-numitele cinci monumente de ciclism, care includ și: Milano–San Remo, Paris–Roubaix, Liège–Bastogne–Liège și Giro di Lombardia. Inaugurarea a avut loc în 1913 la inițiativa jurnalistului Karel Van Wynendaele, iar primul câștigător a fost belgianul Paul Deman. În 2005, prin decizie a UCI, cursa a fost inclusă în seria ProTour (din 2011 UCI World Tour).
Este una dintre cele mai grele curse de o zi din ciclism. Traseul duce prin zonele deluroase ale Flandrei, bicicliștii trebuie să depășească mai multe cățărări scurte și abrupte, dintre care majoritatea sunt pavate cu piatră cubică. Nivelul de dificultate este crescut și mai mult de faptul că majoritatea drumurilor sunt înguste, iar cursa are loc adesea pe vreme de primăvară vântoasă.
Cele mai multe victorii în cursă - trei - au fost obținute de: belgienii Achiel Buysse (1940-1941 și 1943), Eric Leman (1970, 1972-1973), Johan Museeuw (1993, 1995 și 1998) și Tom Boonen (2005, 2006, 2012), italianul Fiorenzo Magni (1949-1951), elvețianul Fabian Cancellara (2010, 2013, 2014) și neerlandezul Mathieu van der Poel (2020, 2022, 2024).

## Câștigători
| An   | Câștigător           | Locul doi              | Locul trei                 |
| ---- | -------------------- | ---------------------- | -------------------------- |
| 1913 | Paul Deman           | Joseph Van Daele       | Victor Doms                |
| 1914 | Marcel Buysse        | Henri Van Lerberghe    | Pierre Van De Velde        |
| 1919 | Henri Van Lerberghe  | Léon Buysse            | Jules Van Hevel            |
| 1920 | Jules Van Hevel      | Albert Dejonghe        | Alfons Van Hecke           |
| 1921 | René Vermandel       | Jules Van Hevel        | Louis Budts                |
| 1922 | Léon Devos           | Jean Brunier           | Francis Pélissier          |
| 1923 | Heinrich Suter       | Charles Deruyter       | Albert Dejonghe            |
| 1924 | Gérard Debaets       | René Vermandel         | Félix Sellier              |
| 1925 | Julien Delbecque     | Joseph Pe              | Hector Martin              |
| 1926 | Denis Verschueren    | Gustaaf Van Slembrouck | Raymond De Corte           |
| 1927 | Gérard Debaets       | Gustaaf Van Slembrouck | Maurice De Waele           |
| 1928 | Jan Mertens          | August Mortelmans      | Louis De Lannoy            |
| 1929 | Joseph Dervaes       | Georges Ronsse         | Alfred Haemerlinck         |
| 1930 | Frans Bonduel        | Aimé Dossche           | Émile Joly                 |
| 1931 | Romain Gijssels      | Cesar Bogaert          | Jean Aerts                 |
| 1932 | Romain Gijssels      | Alfons Deloor          | Alfred Haemerlinck         |
| 1933 | Alphonse Schepers    | Léon Tommies           | Romain Gijssels            |
| 1934 | Gaston Rebry         | Alphonse Schepers      | Félicien Vervaecke         |
| 1935 | Louis Duerloo        | Éloi Meulenberg        | Corneille Leemans          |
| 1936 | Louis Hardiquest     | Edgard de Caluwé       | François Neuville          |
| 1937 | Michel d'Hooghe      | Hubert Deltour         | Louis Hardiquest           |
| 1938 | Edgard de Caluwé     | Sylvère Maes           | Marcel Kint                |
| 1939 | Karel Kaers          | Romain Maes            | Edward Vissers             |
| 1940 | Achiel Buysse        | Georges Christiaens    | Albéric Schotte            |
| 1941 | Achiel Buysse        | Gustave Van Overloop   | Odiel Van Den Meersschaut  |
| 1942 | Albéric Schotte      | Georges Claes sr.      | Robert Van Eenaeme         |
| 1943 | Achiel Buysse        | Albert Sercu           | Camille Beeckman           |
| 1944 | Rik Van Steenbergen  | Albéric Schotte        | Jef Moerenhout             |
| 1945 | Sylvain Grysolle     | Albert Sercu           | Jef Moerenhout             |
| 1946 | Rik Van Steenbergen  | Louis Thiétard         | Albéric Schotte            |
| 1947 | Emiel Faingnaert     | Roger Desmet           | Rik Renders                |
| 1948 | Albéric Schotte      | Albert Ramon           | Marcel Rijckaert           |
| 1949 | Fiorenzo Magni       | Valère Ollivier        | Albéric Schotte            |
| 1950 | Fiorenzo Magni       | Albéric Schotte        | Louis Caput                |
| 1951 | Fiorenzo Magni       | Bernard Gauthier       | Attilio Redolfi            |
| 1952 | Roger Decock         | Loretto Petrucci       | Albéric Schotte            |
| 1953 | Wim van Est          | Désiré Keteleer        | Bernard Gauthier           |
| 1954 | Raymond Impanis      | François Mahé          | Alfons Van den Brande      |
| 1955 | Louison Bobet        | Hugo Koblet            | Rik Van Steenbergen        |
| 1956 | Jean Forestier       | Stan Ockers            | Leon Van Daele             |
| 1957 | Fred De Bruyne       | Jef Planckaert         | Norbert Kerckhove          |
| 1958 | Germain Derycke      | Willy Truye            | Angelo Conterno            |
| 1959 | Rik Van Looy         | Frans Schoubben        | Gilbert Desmet             |
| 1960 | Arthur Decabooter    | Jean Graczyk           | Rik Van Looy               |
| 1961 | Tom Simpson          | Nino Defilippis        | Jo de Haan                 |
| 1962 | Rik Van Looy         | Michel Van Aerde       | Norbert Kerckhove          |
| 1963 | Noël Foré            | Frans Melckenbeeck     | Tom Simpson                |
| 1964 | Rudi Altig           | Benoni Beheyt          | Jo de Roo                  |
| 1965 | Jo de Roo            | Edward Sels            | Georges Van Coningsloo     |
| 1966 | Edward Sels          | Adriano Durante        | Georges Vandenberghe       |
| 1967 | Dino Zandegù         | Noël Foré              | Eddy Merckx                |
| 1968 | Walter Godefroot     | Rudi Altig             | Jan Janssen                |
| 1969 | Eddy Merckx          | Felice Gimondi         | Marino Basso               |
| 1970 | Eric Leman           | Walter Godefroot       | Eddy Merckx                |
| 1971 | Evert Dolman         | Frans Kerremans        | Cyrille Guimard            |
| 1972 | Eric Leman           | André Dierickx         | Frans Verbeeck             |
| 1973 | Eric Leman           | Freddy Maertens        | Eddy Merckx                |
| 1974 | Cees Bal             | Frans Verbeeck         | Eddy Merckx                |
| 1975 | Eddy Merckx          | Frans Verbeeck         | Marc Demeyer               |
| 1976 | Walter Planckaert    | Francesco Moser        | Marc Demeyer               |
| 1977 | Roger De Vlaeminck   | Walter Godefroot       | Jan Raas                   |
| 1978 | Walter Godefroot     | Michel Pollentier      | Gregor Braun               |
| 1979 | Jan Raas             | Marc Demeyer           | Daniel Willems             |
| 1980 | Michel Pollentier    | Francesco Moser        | Jan Raas                   |
| 1981 | Hennie Kuiper        | Frits Pirard           | Jan Raas                   |
| 1982 | René Martens         | Eddy Planckaert        | Rudy Pevenage              |
| 1983 | Jan Raas             | Ludo Peeters           | Marc Sergeant              |
| 1984 | Johan Lammerts       | Sean Kelly             | Jean-Luc Vandenbroucke     |
| 1985 | Eric Vanderaerden    | Phil Anderson          | Hennie Kuiper              |
| 1986 | Adrie van der Poel   | Sean Kelly             | Jean-Philippe Vandenbrande |
| 1987 | Claude Criquielion   | Sean Kelly             | Eric Vanderaerden          |
| 1988 | Eddy Planckaert      | Phil Anderson          | Adrie van der Poel         |
| 1989 | Edwig Van Hooydonck  | Herman Frison          | Dag Otto Lauritzen         |
| 1990 | Moreno Argentin      | Rudy Dhaenens          | John Talen                 |
| 1991 | Edwig Van Hooydonck  | Johan Museeuw          | Rolf Sørensen              |
| 1992 | Jacky Durand         | Thomas Wegmüller       | Edwig Van Hooydonck        |
| 1993 | Johan Museeuw        | Frans Maassen          | Dario Bottaro              |
| 1994 | Gianni Bugno         | Johan Museeuw          | Andrei Cimili              |
| 1995 | Johan Museeuw        | Fabio Baldato          | Andrei Cimili              |
| 1996 | Michele Bartoli      | Fabio Baldato          | Johan Museeuw              |
| 1997 | Rolf Sørensen        | Frédéric Moncassin     | Franco Ballerini           |
| 1998 | Johan Museeuw        | Stefano Zanini         | Andrei Cimili              |
| 1999 | Peter Van Petegem    | Frank Vandenbroucke    | Johan Museeuw              |
| 2000 | Andrei Cimili        | Dario Pieri            | Romāns Vainšteins          |
| 2001 | Gianluca Bortolami   | Erik Dekker            | Denis Zanette              |
| 2002 | Andrea Tafi          | Johan Museeuw          | Peter Van Petegem          |
| 2003 | Peter Van Petegem    | Frank Vandenbroucke    | Stuart O'Grady             |
| 2004 | Steffen Wesemann     | Leif Hoste             | Dave Bruylandts            |
| 2005 | Tom Boonen           | Andreas Klier          | Peter Van Petegem          |
| 2006 | Tom Boonen           | Leif Hoste             | George Hincapie            |
| 2007 | Alessandro Ballan    | Leif Hoste             | Luca Paolini               |
| 2008 | Stijn Devolder       | Nick Nuyens            | Juan Antonio Flecha        |
| 2009 | Stijn Devolder       | Heinrich Haussler      | Philippe Gilbert           |
| 2010 | Fabian Cancellara    | Tom Boonen             | Philippe Gilbert           |
| 2011 | Nick Nuyens          | Sylvain Chavanel       | Fabian Cancellara          |
| 2012 | Tom Boonen           | Filippo Pozzato        | Alessandro Ballan          |
| 2013 | Fabian Cancellara    | Peter Sagan            | Jürgen Roelandts           |
| 2014 | Fabian Cancellara    | Greg Van Avermaet      | Sep Vanmarcke              |
| 2015 | Alexander Kristoff   | Niki Terpstra          | Greg Van Avermaet          |
| 2016 | Peter Sagan          | Fabian Cancellara      | Sep Vanmarcke              |
| 2017 | Philippe Gilbert     | Greg Van Avermaet      | Niki Terpstra              |
| 2018 | Niki Terpstra        | Mads Pedersen          | Philippe Gilbert           |
| 2019 | Alberto Bettiol      | Kasper Asgreen         | Alexander Kristoff         |
| 2020 | Mathieu van der Poel | Wout van Aert          | Alexander Kristoff         |
| 2021 | Kasper Asgreen       | Mathieu van der Poel   | Greg Van Avermaet          |
| 2022 | Mathieu van der Poel | Dylan van Baarle       | Valentin Madouas           |
| 2023 | Tadej Pogačar        | Mathieu van der Poel   | Mads Pedersen              |
| 2024 | Mathieu van der Poel | Luca Mozzato           | Nils Politt                |
| 2025 |                      |                        |                            |